# San José La Arada
San José La Arada est une ville du Guatemala dans le département de Chiquimula.